# Otakar Oplatek
Otakar Oplatek (20. března 1907 Brno – 2. června 1985 Brno) byl český funkcionalistický architekt.

## Život
V roce 1924 složil maturitu na 1. české státní reálce v Brně. Vystudoval v letech 1924–1930 českou vysokou školu technickou v Brně. V roce 1932 se na školu vrátil a dva roky zde působil jako asistent Jiřího Krohy. Od roku 1934–1938 pracoval v ateliéru Jindřicha Kumpošta, kde navrhl několik rodinných domů a portálů obchodů. Od roku 1939–1958 pracoval v Zemském úřadu (po druhé světové válce Moravskoslezský zemský národní výbor, Krajský národní výbor a Studijní s plánovací ústav v Brně), nejdříve jako referent–architekt a urbanista, později jako vedoucí oddělení územního plánování. Od roku 1958 pracoval ve Stavoprojektu v Brně až do svého důchodu.
V roce 1939 spolu s Josefem Poláškem a Heinrichem Blumem projektoval budovu První moravské spořitelny v Brně.

## Rodina
V roce 1933 se oženil s Boženou Hortíkovou, z jejich manželství vzešli dva synové, Petr (* 1941) a Jiří (* 1944). Oba studovali na fakultě architektury VUT v Brně. Jiří v roce 1969 emigroval do Švýcarska, Petr i se svou rodinou emigroval v roce 1984.

## Dílo

### Stavby

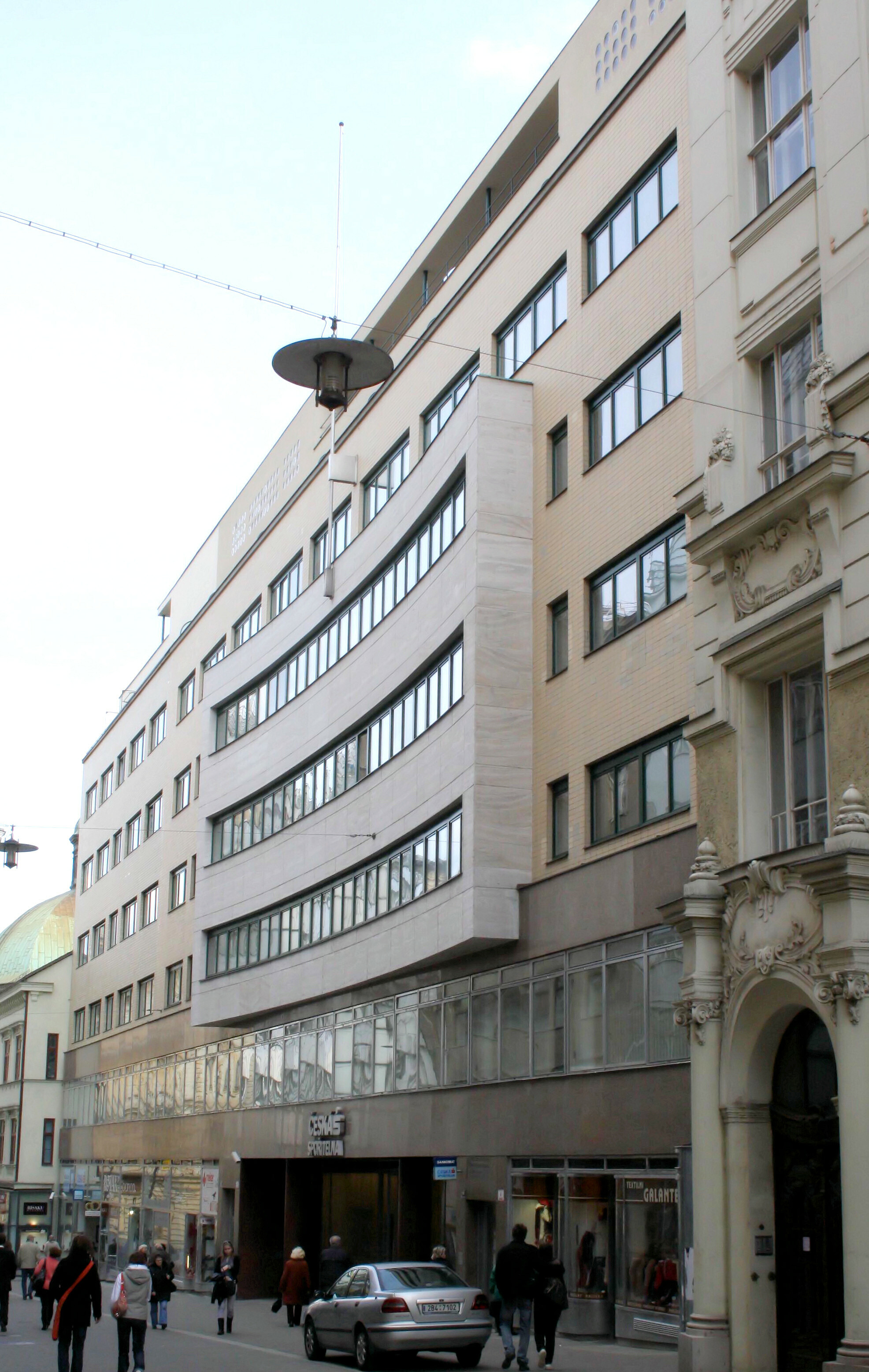
Budova První moravské spořitelny v Brně

- budova První moravské spořitelny v Brně, Jánská ulice 4-10, spolu s Josefem Poláškem a Heinrichem Blumem,[4]
- Janáčkovo divadlo v Brně, Rooseveltova 7/31, spoluautor projektu budovy vypracovaného podle vítězného návrhu Jana Víška[2], 1958–1965, hlavní architekt,
- adaptace zámku v Náměšti nad Oslavou na reprezentační sídlo prezidenta republiky, 1946–1948,[5]
- zámek Mikulov, zámecký komplex, rekonstrukce po požáru, 1947–1960.
- bytové jednotky, 1955–1956, Mikulov,
- budova opery a činohry v Bělehradě, 1971, spoluautor, účast v mezinárodní soutěži,
- socha Leoše Janáčka v Brně, 1975, spoluautor spolu se Stanislavem Hanzlem a Vilémem Zavřelem,[6]
- Ústřední sportoviště Za Lužánkami, plavecký stadion a tělocvična v Brně, 1967–1979, projekt, realizace, autorský dozor.[3]

### Spisy
- OPLATEK, Otakar; JEŽEK, Josef. Úvahy o prostorovém plánování : plány a kresby Ústředí moravskoslezských obcí, měst a okresů. Praha: Architektura ČSR, 1946. 30 s.
- OPLATEK, Otakar. Charakteristika a vymezení hlavních problémů asanací a rekonstrukcí v obytném území našich měst ve vztahu k brněnskému kraji, VÚVA Brno, 1957 (studie)
- Oplatek, Otakar, 1907-1985: Zámek Mikulov. Studie stavební úpravy a hospodářského využití hlavního objektu (studie, NPÚ)